# Zillah Branco
Zilhah Murgel Branco (São Paulo, 1936) é uma activista e socióloga brasileira, conhecida por ter presenciado três golpes de estado em três países diferentes (Brasil, Chile e Portugal), e pelo seu envolvimento e trabalho teórico sobre a Reforma Agrária portuguesa. 

## Percurso
Zillah Branco nasceu na cidade de São Paulo 1936 no Brasil e formou-se em Ciências Sociais na Universidade de São Paulo. 
Quando tem 11 anos inscreve-se no Partido Comunista Brasileiro com o qual entra em contacto ao participar na campanha a deputado do tio, o engenheiro e comunista Catullo Branco, e durante a qual faz a cola com farinha usada para pregar os cartazes. 
Assiste ao golpe de estado que instaurou a ditadura militar no Brasil em 1964. Passa à clandestinidade e ajuda os que eram perseguidos pelo novo regime a fugirem do país. Em 1969, devido a questões de segurança, decide sair do Brasil e exilar no Chile com os filhos. 
Quando em 1973 ocorre o golpe de estado liderado por Pinochet, no qual Salvador Allende é assassinado, ela ouve em sua casa o bombardeamento da sede da presidência da República do Chile, o Palácio de La Moneda. 
Toma conhecimento do 25 de Abril através dos filhos e resolve ir para Portugal. Chega no meio do PREC (processo revolucionário em curso). Adere ao partido comunista português e envolve-se com na reforma agrária portuguesa, em torno do qual desenvolve o seu trabalho teórico.

## Obra
Escreveu as obras: 
- 1976 - Os sindicatos na vanguarda da luta. A conquista da regulamentação do trabalho rural [10]
- 1995 - Reportagens sociológicas no interior da reforma agrária: uma época de participação transformada em utopia [11]
- 1990 - Em defesa do socialismo: o vendaval de mudança na União Soviética (co-autor Miguel Urbano Rodrigues),Caminho, ISBN 972-21-0069-6 [12]
- 1976 - Os sindicatos na vanguarda da luta. A conquista da regulamentação do trabalho rural [10]

Escreve também para várias publicações, entre elas: o jornal o Século, Seara Nova e o jornal Avante. 

## Ligações Externas
- FUMAÇA Podcast | Zillah Branco, a mulher que viveu todas as revoluções (Entrevista)